# خدمات ملی آماری جمهوری ارمنستان
خدمات ملی آماری جمهوری ارمنستان (ارمنی: Հայաստանի վիճակագրական կոմիտե؛ انگلیسی: National Statistical Service of the Republic of Armenia) سازمان ملی آمار ارمنستان می‌باشد. این سازمان تحت عنوان «بخش آماری جمهوری سوسیالیستی شوروی ارمنستان» فعالیت اصلی خویش را در تاریخ ۷ ژانویه ۱۹۲۲ آغاز نمود. 
این سازمان همچنین پیشتر با نام‌های زیر شناخته می‌شد:
- وزارت آمار، تحلیل و ثبت کشوری جمهوری ارمنستان[الف] (آوریل ۱۹۹۸-مه ۲۰۰۰)
- ادارهٔ دولتی آمار، تحلیل و ثبت کشوری جمهوری ارمنستان[ب] (۱۹۹۲-۱۹۹۸)
- کمیتهٔ کشوری آمار جمهوری شوروی سوسیالیستی ارمنستان (و یا: کمیتهٔ دولتی آمار جمهوری شوروی سوسیالیستی ارمنستان) [پ] (۱۹۸۷-۱۹۹۲)

## یادداشت
1. ↑  Ministry of Statistics, State Register and Analysis of the Republic of Armenia
2. ↑  State Department of Statistics, State Register and Analysis of the Republic of Armenia
3. ↑  State Statistical Committee of the Soviet Socialist Republic of Armenia